# Dudu (album)
Dudu è il quinto album in studio del cantante turco Tarkan, pubblicato nel 2003.

## Tracce
1. Dudu – 4:35
2. Bu Sarkilar Da Olmasa – 4:26
3. Gülümse Kaderine – 3:47
4. Sorma Kalbim – 4:35
5. Uzun Ince Bir Yoldayim – 4:57
6. Dudu (Ozan Çolakoglu Remix) – 4:51
7. Gülümse Kaderine (Devrim Remix) – 5:18
8. Bu Sarkilar Da Olmasa (Devrim Remix) – 5:52
9. Dudu (Ozgur Buldum Remix) – 3:54
10. Gülümse Kaderine (Murat Matthew Erdem Remix) – 4:54